# Myristica magnifica
Espèce
Synonymes
- Palala magnifica Kuntze[2]

Statut de conservation UICN

 EN B1+2c : En danger
Myristica magnifica est une espèce de plantes de la famille des Myristicaceae.

## Publication originale
- The Flora Sylvatica for Southern India 2: , t. 268. 1872.